# Eurosport News
Eurosportnews，是Eurosport旗下的一個體育新聞頻道，在2000年9月1日啟播。其特點是提供比分直播，賽事精華，最新新聞和解說。那些精華片段，文字和圖片和片頭分為4部份。影片將會播放精華片段和最新簡訊，最新新聞將會在屏幕下方播放，比分直播將深入分析，並播放賽果。

## 新聞片段

### 足球
- 國際友誼賽
- 歐聯
- 歐洲國家盃
- 土倫盃
- 歐洲17歲以下足球賽
- 歐洲19歲以下足球賽
- 歐洲女足盃
- 歐洲5人足球盃
- Meridian盃(UEFA-CAP CUP)
- 歐洲足協盃

### 棒球
- 美國職棒大聯盟

### 籃球
- 歐洲籃球聯賽

### 排球
- 歐洲排球聯賽
- 沙灘排球賽

### 航行
- Louis Vuitton Cup
- 美州盃

### 網球
- WTA
- ATP
- 法國網球公開賽

## 網址
- 官方網站（页面存档备份，存于）
- 簡體中文官方網站
- Eurosport Asia Pacific節目表（页面存档备份，存于）